# Valle de las Ánimas (Bolivia)
El Valle de las Ánimas es un área protegida municipal, monumento natural departamental y formación geológica de la ciudad de La Paz, se encuentra a pocos kilómetros del área urbana a una altitud de 3965 m s. n. m.

## Toponimia
El nombre del valle tiene dos posibles explicaciones, la primera es la referida por los comunarios del lugar quienes afirman que en el sector el viento produce sonidos lastimeros al pasar entre las formaciones, el segundo es que las formas alargadas de las formaciones sugieren las siluetas de espíritus.

## Geología
Especialistas afirman que estas formaciones que son cercanas al cañón de Palca surcado por un río de cauce variable son producto del derretimieno de glaciares existentes final de la etapa terciaria del planeta.
El lugar tiene la apariencia de un campo de estalagmitas. Tiene similitudes con otra zona de La Paz, conocida como el Valle de la Luna.

## Acceso y actividades
El acceso al sector se realiza a través del camino a Uni, se atraviesa la zona de Apaña. Existe transporte público que realiza el servicio.
En el sector se realizan actividades de caminata, escalada, fotografía y observación de la ciudad, por su altura que ronda los 3900 m s. n. m. permite una vista de la ciudad y de los nevados Illimani y Mururata.
En las cercanías existen edificaciones ceremoniales prehispánicas que han sido puestas en riesgo por los permanentes avances de la urbanización sin regulación por parte de las alcaldías municipales de La Paz y Palca.

## Protección legal
El área, en su calidad de espacio protegido y de conservación, se encuentra protegida por las siguientes normas:
- 1995   Resolución Municipal de La Paz 450/95
- 1998   Resolución Municipal de La Paz 081/98
- 2000    Ordenanza Municipal de La Paz 147/2000

## Imágenes del Valle de las ánimas

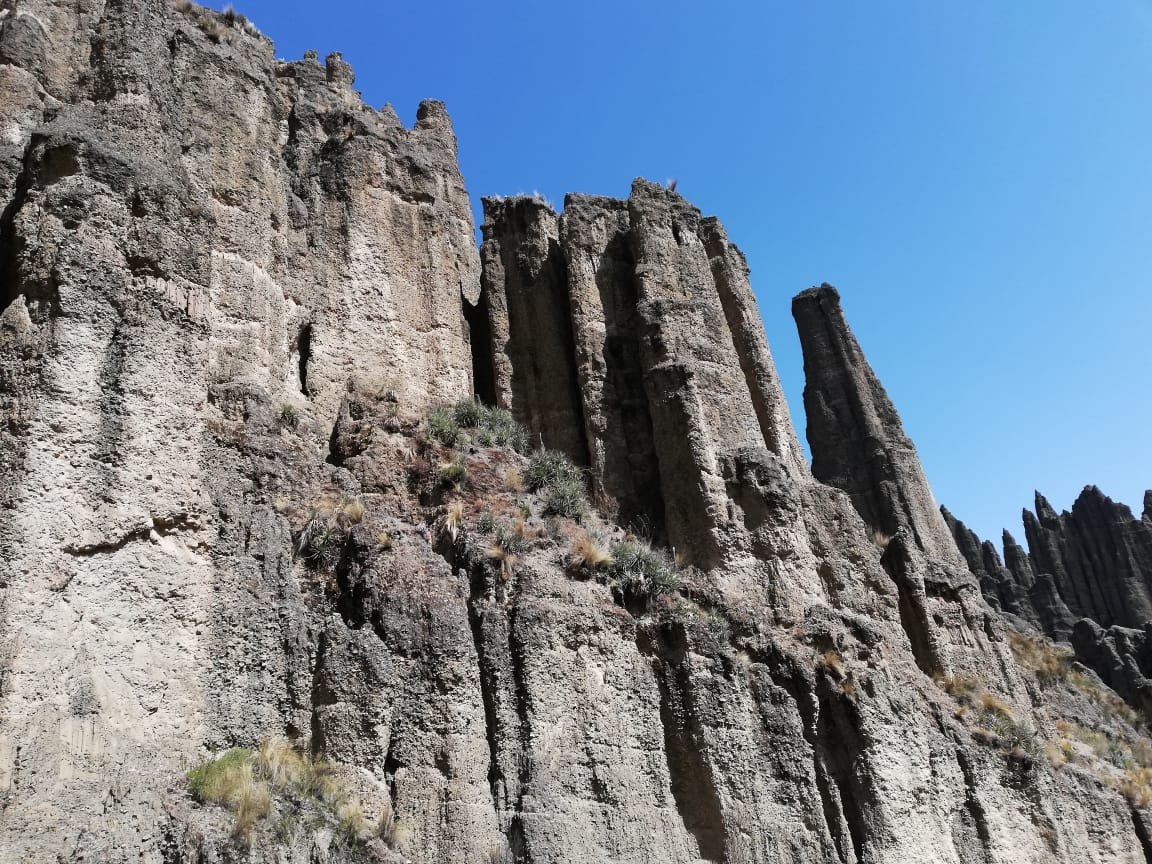
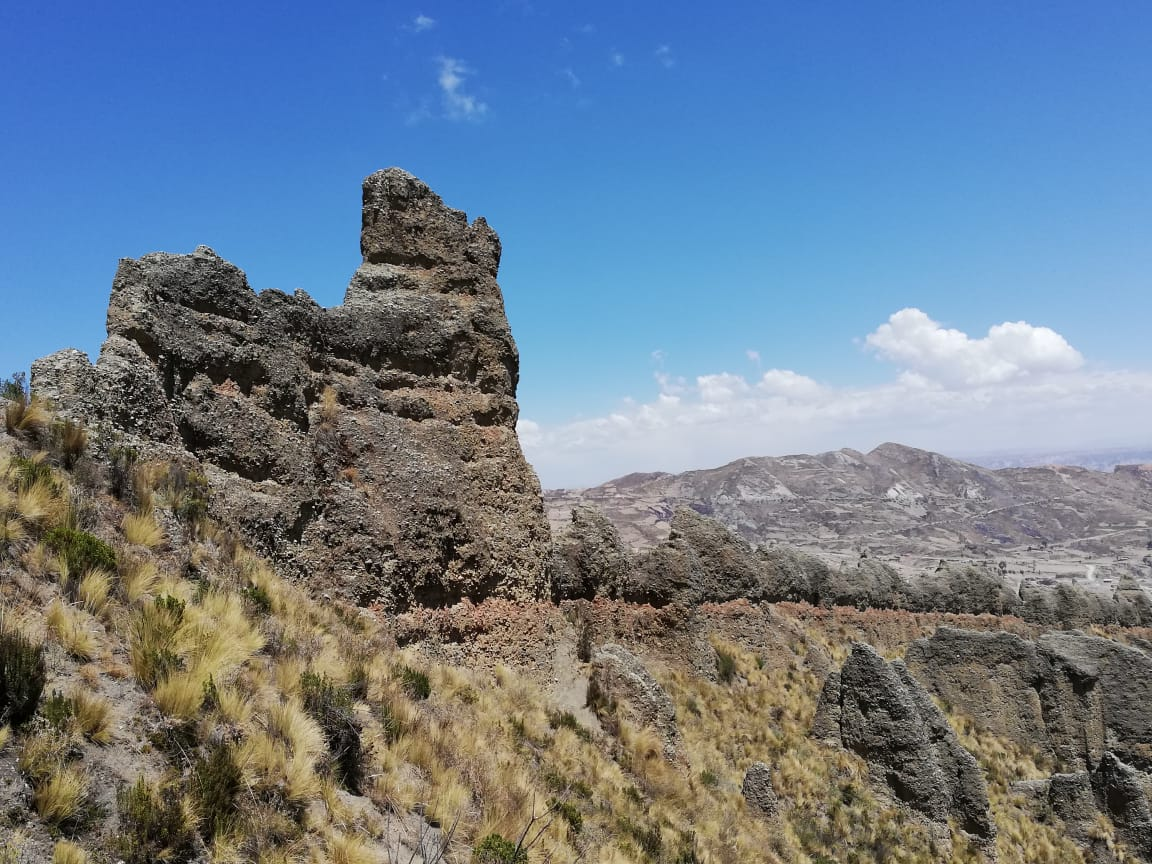
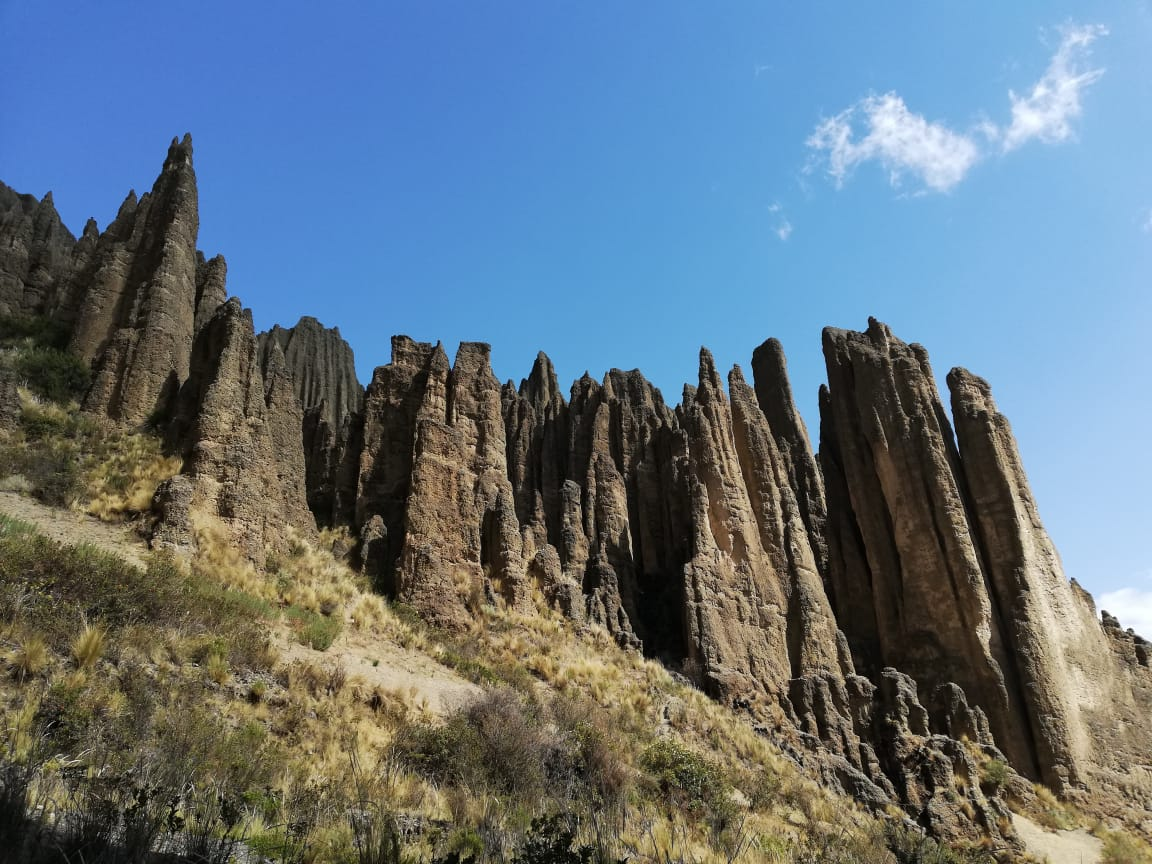
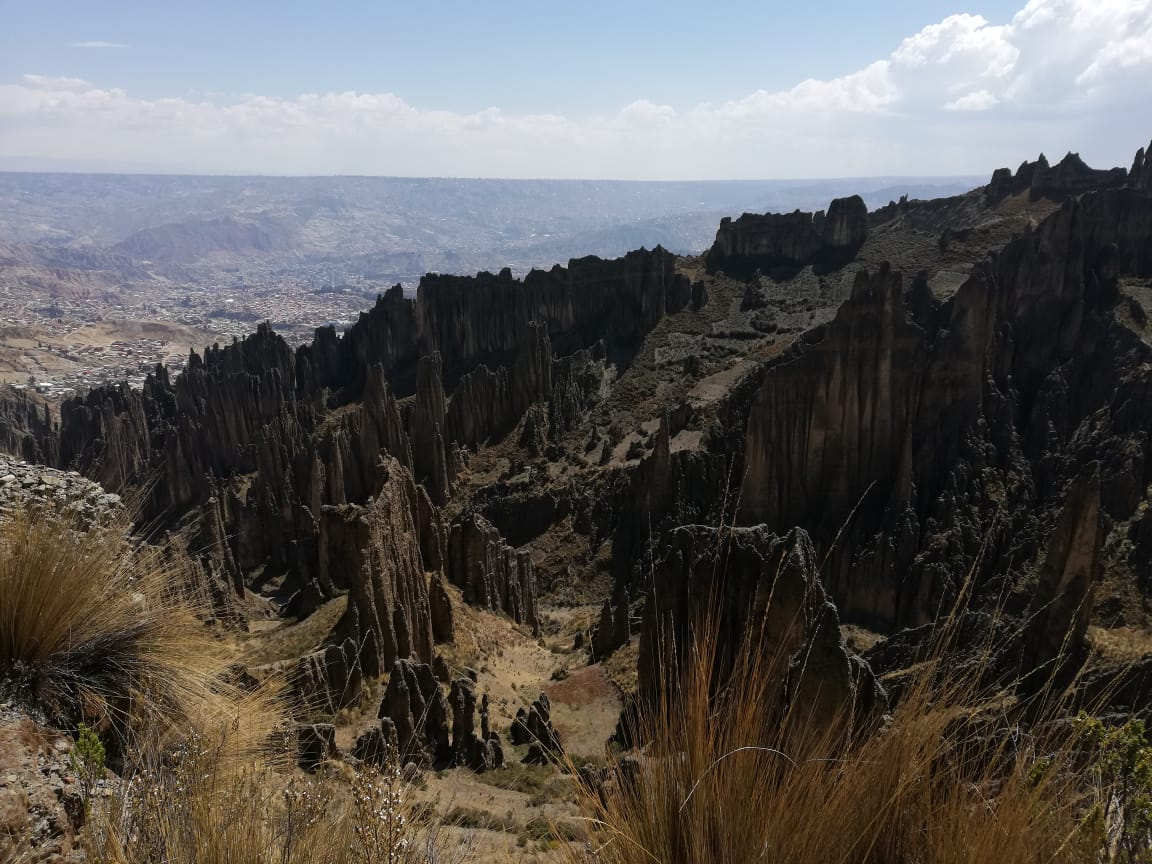
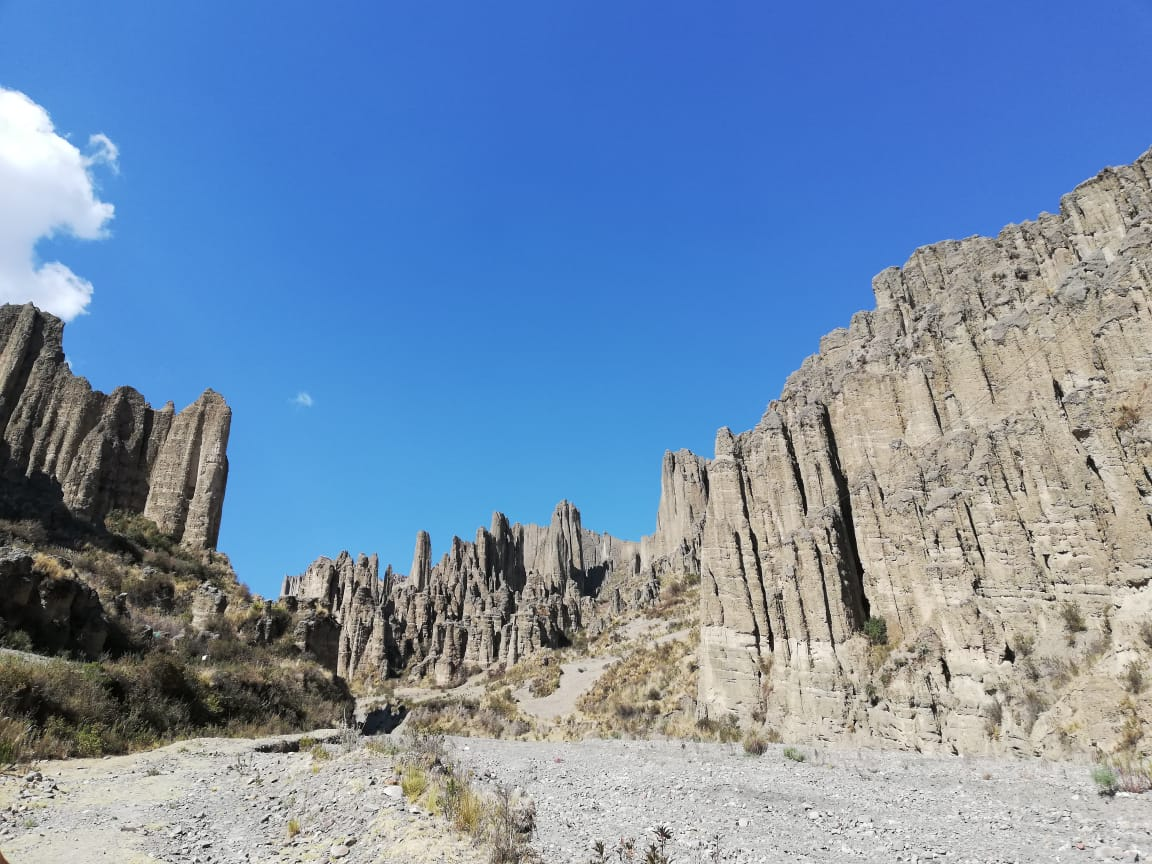
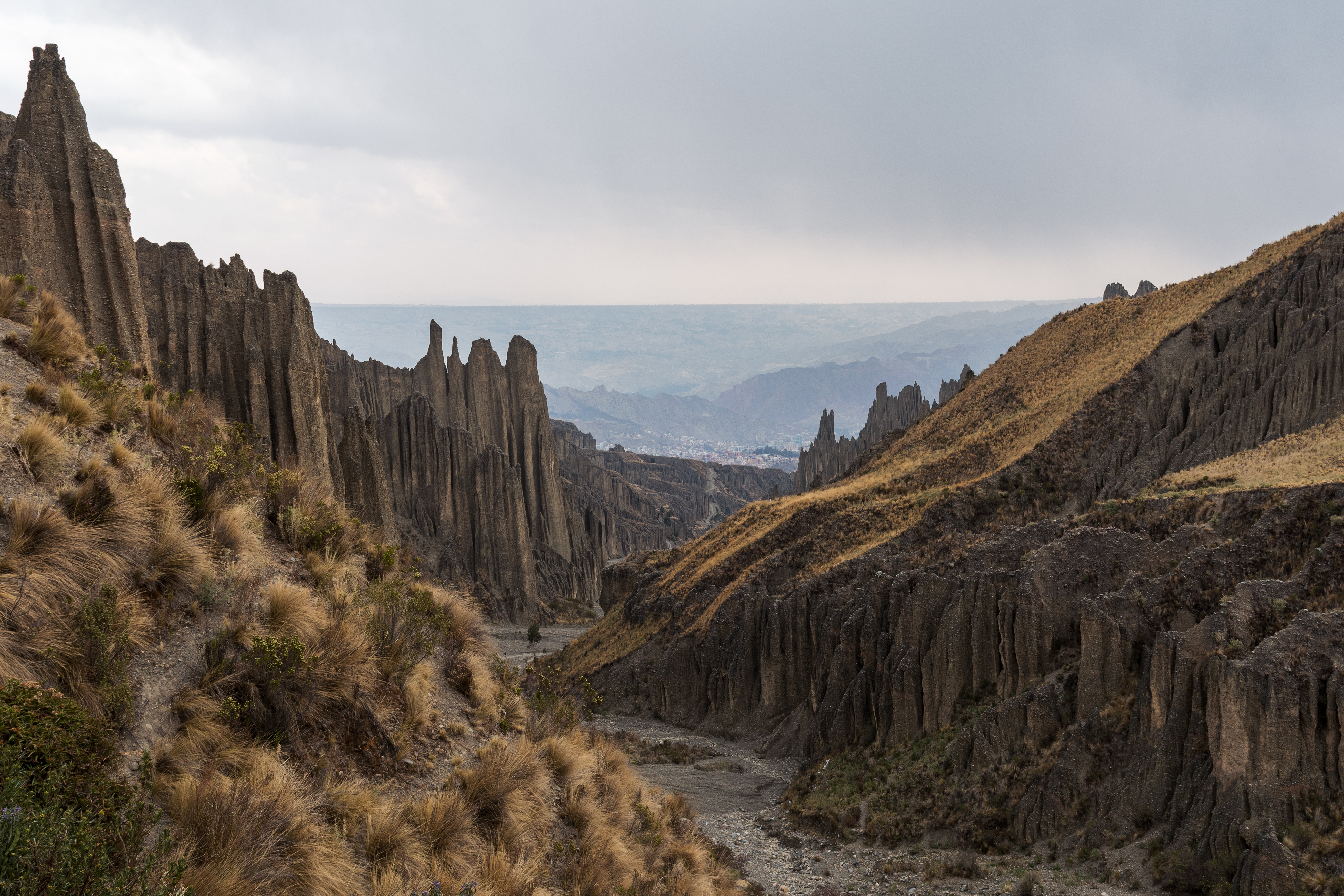
Vista de la ciudad de La Paz desde el Valle de las Ánimas.